# Choi Yoo-jung
Choi Yoo-jung (hangul: 최유정; nascida dia 12 de Novembro de 1999), mais conhecida pelo monônimo Yoojung, é uma cantora, rapper, atriz e compositora sul coreana sob contrato da Fantagio. Ela estreou como membro do grupo I.O.I em Maio de 2016 após alcançar a terceira colocação no reality show de sobrevivência Produce 101. Em Janeiro de 2017, I.O.I oficialmente encerrou suas atividades após 11 meses de promoção. Após a separação, Yoojung retornou para sua respectiva agência e eventualmente estreou com o Weki Meki em Agosto de 2017.

## Biografia
Choi Yoo-jung nasceu em Guri, província de Gyeonggi, na Coreia do Sul em 12 de Novembro de 1999. Quando ela era mais jovem, ela quis ser ou uma professora ou uma policial, mas começou a tomar interesse em performance. Ela se juntou à Fantagio e treinou por 4 anos e 7 meses dentro da companhia antes de se juntar em 2016 ao reality show de sobrevivência de grupos femininos da Mnet, Produce 101 onde ela terminou estreando como membro do grupo I.O.I. Ela frequentou o Girls' High School de Guri, mas eventualmente foi transferida para a Escola de Artes Cênicas de Seul junto da colega do grupo I.O.I, e membro do grupo Weki Meki, Kim Do-yeon, após estrear devido às suas atividades de promoção do grupo.

## Carreira

### 2016:Produce 101e I.O.I
Em Janeiro de 2016, Choi se juntou ao Produce 101 junto de Kim Do-yeon e três outras aprendizes da Fantagio, com esperança de estrear no girl group de 11 membros que promoveria por um ano pela YMC Entertainment. Choi inicialmente ganhou popularidade por ser escolhida por votação como a centro (posição central de coreografia) da canção-tema do programa, "Pick Me", que teve a estréia de seu videoclipe um mês antes da primeira apresentação, que foi ao ar em 17 de Dezembro de 2015, em um episódio do programa de televisão musical M Countdown. Choi e Kim elevaram-se à altas colocações durante o programa, e eventualmente terminaram-o na terceira e oitava colocação, respectivamente, no episódio final do programa, em 1 de Abril de 2016, o que permitiu elas se tornarem membros do I.O.I. Em 4 de Maio de 2016, o I.O.I lançou seu single de estréia  "Dream Girls" que teve suas seções de rap escritas por Choi e Im Na-young. As duas integrantes também compuseram as letras da faixa introdutória do EP "I.O.I". O grupo também promoveu como uma sub-unidade de sete membros na qual Yoojung fez parte junto de Doyeon, lançando o single "Whatta Man" (inspirado pela música homônima de Linda Lyndell) em 9 de Agosto de 2016. Como parte do grupo I.O.I, Choi também lançou uma faixa OST com a sub-unidade e também colaborou com colegas de grupo Chungha, Jeon So-mi e uma ex-concorrente do Produce 101, Ki Hui-hyeon, produzindo o digital single "Flower, Wind and You". A música chegou a posição 42 no Gaon Digital Chart. Yoojung também apareceu no vídeoclipe da música "Breathless" dos seus colegas de agência, ASTRO, que foi lançada em 1 de Julho de 2016. Em Novembro de 2016, Yoojung se juntou ao elenco do programa de variedades musical da Mnet, Golden Tambourine. Ela então lançou o single "Rise and Fall" junto de Yoo Se-yoon, Shim Hyung-tak e Jo Kwon como parte da trilha sonora oficial do programa.

### 2017–2019: Weki Meki e WJMK
Depois das integrantes do I.O.I tomarem rumos separados em 29 de Janeiro de 2017 e terminarem seus contratos com a YMC Entertainment, Choi Yoo-jung e Kim Do-yeon filmaram um reality show nos Estados Unidos intitulado Dodaeng's Diary in LA (Diário de Dodaeng em LA), que foi ao ar na TVING. Meses depois, a Fantagio anunciou seus planos para estrear um novo girl group, que mais tarde revelaram que se chamaria Weki Meki. Choi e Kim fizeram suas estréias oficiais com o grupo em 8 de Agosto de 2017, com o lançamento do single "I Don't Like Your Girlfriend" e o EP de seis faixas, Weme que continha composições por Yoojung em algumas faixas.
Em 2 de Maio de 2018, a Starship Entertainment e a Fantagio revelaram seus planos de formar uma unidade especial de 4 membros dos seus respectivos girl groups Cosmic Girls e Weki Meki, que eventualmente revelaram que se chamaria WJMK. Yoojung e Doyeon, do Weki Meki, e Seola e Luda, do Cosmic Girls lançaram o single "Strong" em 1 de Junho de 2018, junto de seu vídeoclipe. Em 8 de Agosto, Choi se juntou ao reality show Secret Unnie da JTBC com a membro do grupo EXID, Hani.
Choi fez parte de My Mad Beauty 3 junto de Park Na-rae, Mijoo e Han Hye-jin. Ela também participou do programa de variedades The Gashinas. Em Setembro de 2019, Yoojung participou em um programa de sobrevivência chamado "V-1", para selecionar a "Rainha Vocal" no meio de várias integrantes de girl groups, aonde as 12 melhores colocadas em votos avançariam e performariam no programa. Contudo, ela foi eliminada no primeiro episódio, após perder para a companheira de grupo, Suyeon.

### 2020–atualmente: Primeiro papel principal
Choi Yoo-jung está definida para estrelas no web drama "Cast: Age of Insiders" em 2020.

## Discografia

### Singles
| Título                                                                                  | Ano          | Posição mais alta em tabelas | Vendas         | Álbum                    |              |
| Título                                                                                  | Ano          | Gaon KOR                     | Vendas         | Álbum                    |              |
| Colaborações                                                                            | Colaborações | Colaborações                 | Colaborações   | Colaborações             | Colaborações |
| --------------------------------------------------------------------------------------- | ------------ | ---------------------------- | -------------- | ------------------------ | ------------ |
| "Flower, Wind and You" (꽃, 바람 그리고 너) (with Ki Hui-hyeon, Chungha and Jeon So-mi) | 2016         | 42                           | - KOR: 38,862+ | Single sem álbum         |              |
| "Rise and Fall" (흥망성쇠) (with Yoo Se-yoon, Shim Hyung-tak and Jo Kwon)               | 2017         | —                            | —              | OST de Golden Tambourine |              |
| "—" denota lançamentos que não alcançaram tabelas ou não foram lançadas naquela região. |              |                              |                |                          |              |

## Filmografia

### Séries de televisão
| Ano  | Título                | Título original      | Papel         | Emissora      | Notas                  | Ref.          |
| ---- | --------------------- | -------------------- | ------------- | ------------- | ---------------------- | ------------- |
| 2015 | To Be Continued       | 투 비 컨티뉴드       | Estudante     | Naver TV Cast | Convidada              | [ 31 ] [ 32 ] |
| 2017 | Idol Fever            | 아이돌 권한대행      | Yoojung       | Naver TV Cast | Elenco principal       | [ 33 ]        |
| 2019 | Be Melodramatic       | 멜로가 체질          | Choi Yoo-jung | JTBC          | Convidada (episódio 3) | [ 34 ]        |
| 2020 | Cast: Age of Insiders | 캐스트: 인싸전성시대 | Lim Yoo-kyung | TBA           | Papel principal        | [ 27 ] [ 35 ] |
| 2020 | Melo Not Solo         | 솔로 말고 멜로       | Bong Joo-yi   | Kok TV        | Papel principal        | [ 36 ] [ 37 ] |

### Programas de televisão
| Ano       | Título                           | Título original  | Emissora | Notas / Papel                 | Ref.          |
| --------- | -------------------------------- | ---------------- | -------- | ----------------------------- | ------------- |
| 2016      | Produce 101 (primeira temporada) | 프로듀스 101     | Mnet     | Concorrente Terceira colocada | [ 38 ]        |
| 2016–2017 | Golden Tambourine                | 골든 탬버린      | Mnet     | Anfitriã                      | [ 16 ]        |
| 2017      | Dodaeng's Diary in LA            | 도댕 다이어리    | TVING    | Com Doyeon                    | [ 18 ]        |
| 2018      | Secret Unnie                     | 비밀언니         | JTBC     | Com Hani                      | [ 23 ]        |
| 2019      | My Mad Beauty 3                  | 마이 매드 뷰티 3 | JTBC     | Anfitriã                      | [ 39 ] [ 40 ] |
| 2019      | The Gashinas                     | 가시나들         | MBC      | Membro do elenco              | [ 41 ]        |
| 2019      | V-1                              | V-1              | tvN      | Concorrente                   | [ 42 ]        |
| 2020      | My Dream Is Ryan                 | 내 꿈은 라이언   | Kakao TV | Professora estudante          | [ 43 ]        |

## Créditos de composição
Todos os créditos são adaptados da base de dados da Korea Music Copyright Association (KOMCA) a menos que indicados diferentemente.
| Ano  | Música                             | Álbum        | Artista   | Com                                                |
| ---- | ---------------------------------- | ------------ | --------- | -------------------------------------------------- |
| 2016 | "I.O.I" (intro)                    | Chrysalis    | I.O.I     | Nayoung                                            |
| 2016 | "Dream Girls"                      | Chrysalis    | I.O.I     | Famousbro, Nayoung                                 |
| 2016 | "More More"                        | Miss Me?     | I.O.I     | Nayoung, Rhymer                                    |
| 2017 | "Stay with Me"                     | Weme         | Weki Meki | Seo Jieum, Zaydro, Hwang Jaewoong, RHeaT           |
| 2017 | "Pretty Boy (iTeen Girls Special)" | Weme         | Weki Meki | Song Sooyun, Lee Hyungsuk, Han Jaeho, Kim Seungsoo |
| 2018 | "Crush"                            | Kiss, Kicks  | Weki Meki | TENTEN                                             |
| 2018 | "True Valentine"                   | Kiss, Kicks  | Weki Meki | JQ, Song Jia                                       |
| 2019 | "Whatever U Want"                  | Lock End LOL | Weki Meki | Chakun                                             |
| 2020 | "Just Us"                          | New Rules    | Weki Meki | Ji Su-yeon, Lucy                                   |